# شهرستان صرواح
ناحیهٔ صرواح (به عربی: مدیریة صرواح) یک ناحیه در یمن است که در استان مأرب واقع شده‌است.
ناحیهٔ صرواح ۱۹٬۹۳۹ نفر جمعیت دارد.